# Hoyt (entreprise)
Hoyt est une entreprise américaine de matériel pour le tir à l'arc basée à Salt Lake City. 

## Historique
Hoyt a été fondé en 1931 à Saint-Louis, dans le Missouri par Earl Hoyt Sr et son fils. Ils vendaient des flèches en cèdre et des arcs en bois fabriqués à la main. En 1983, Hoyt a été acheté par le fabricant d'équipements de sport basé en Californie, Jas D. Easton Inc., et son siège a été transféré à Salt Lake City. 
Hoyt est actuellement une division de Jas appartenant à la famille Easton., qui détient également Easton Technical Products, fabricant de flèches, de tubes pour tente et de tubes médicaux.
L'entreprise emploie 250 employés dont la plupart travaillent sur le site de production. Ils découpent, peignent et construisent chaque arc à la main à l'aide de machines spécialisées conçues par les ingénieurs de Hoyt.

### Earl Hoyt Sr
Earl Hoyt Sr. était le fondateur, le propriétaire et le président de Hoyt, il est né en 1911 et vivait à Saint-Louis, dans le Missouri. En 1931, il fonde sa compagnie, Hoyt Archery. Il rencontra sa future épouse à plusieurs reprises lors de foires et de tournois et ils commencèrent à se fréquenter vers les années 1960. En 1971, il épouse sa femme Ann Weber Hoyt.

## Notoriété
Aux JO de 2012, tous les archers ayant eu une médaille d'or en arc classique ont tiré avec des arcs Hoyt.

## Produits
La société produit 35 types d'arcs différents, classique et arc à poulies allant de 100 à 2000 dollars.
Hoyt fabrique également des flèches allant de 6 à 50 dollars l'unité.

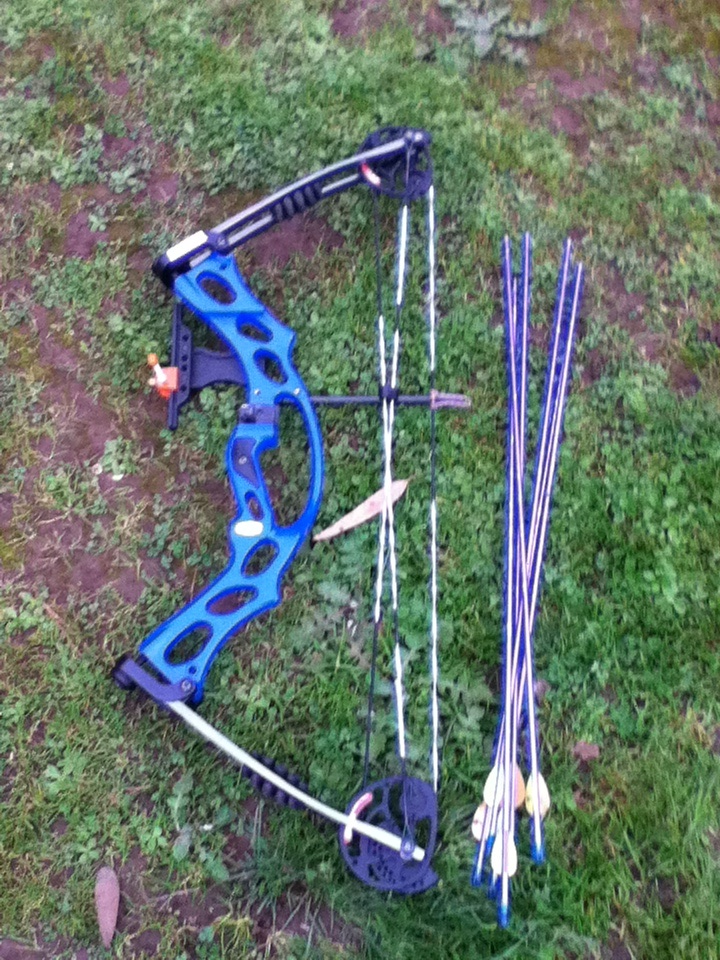
Hoyt Ruckus
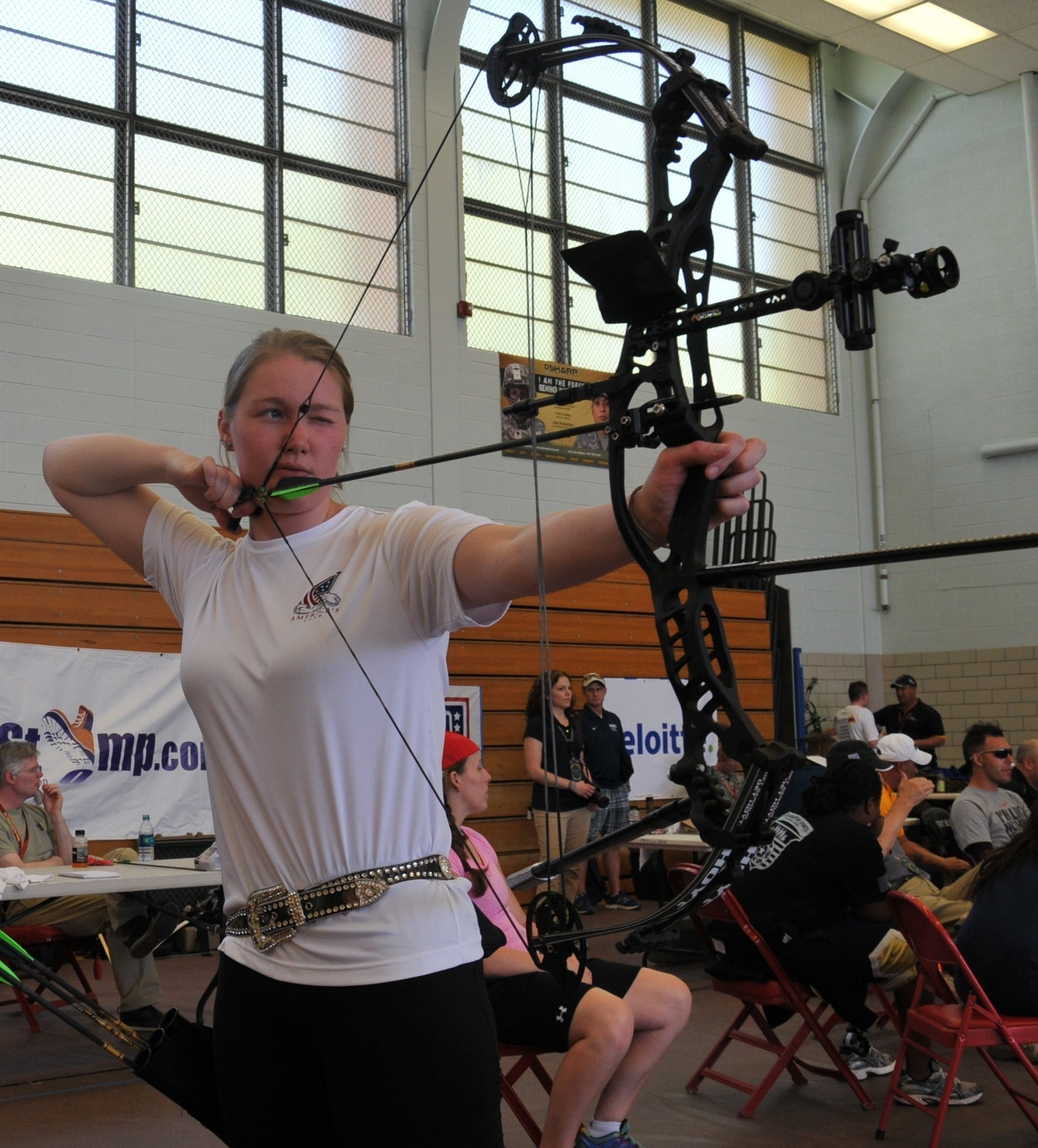
Hoyt Podium X Elite
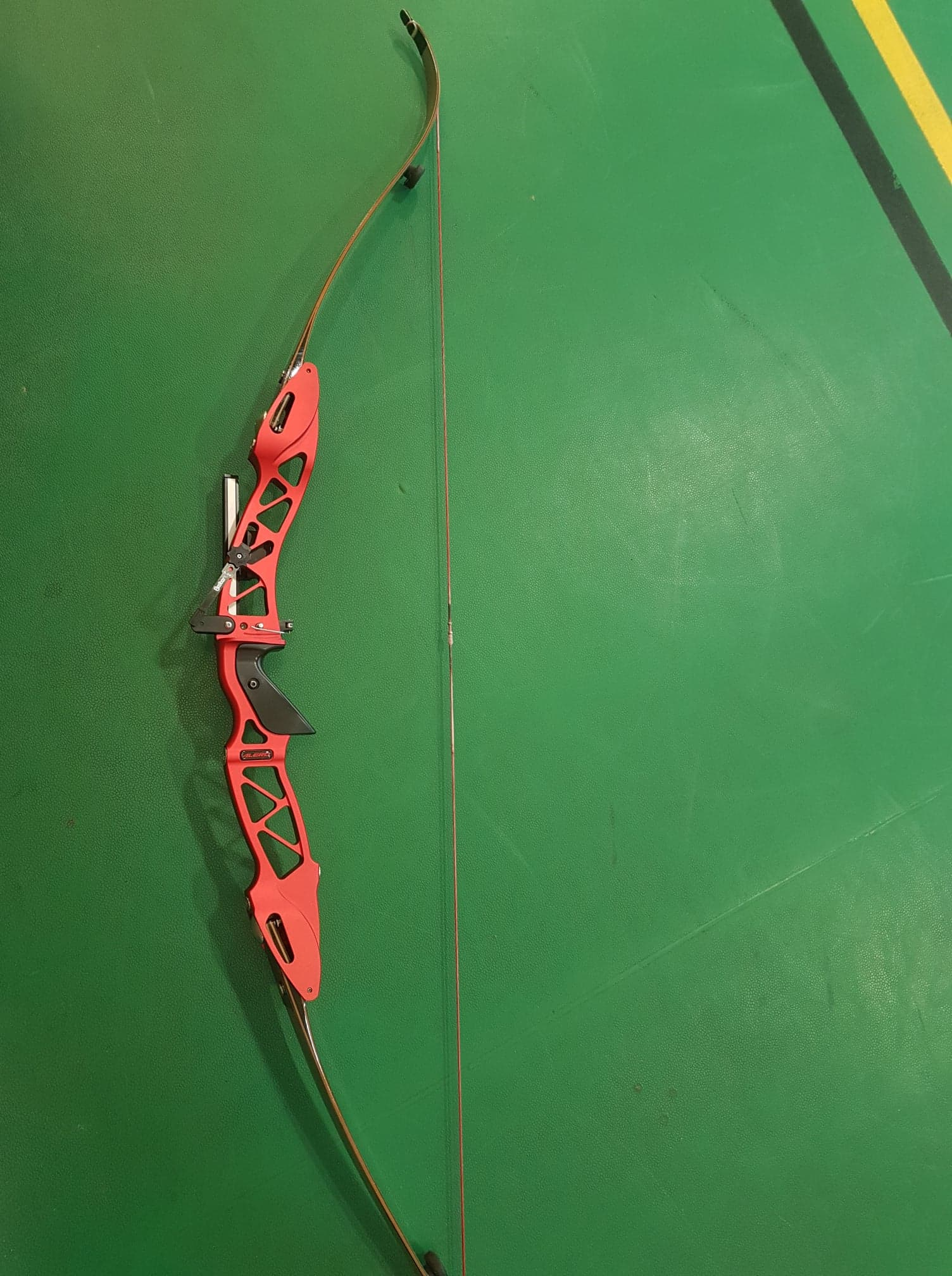
Poignée Hoyt Alero et branches Hoyt

## Culture populaire
Le Hoyt Buffalo hunting recurve a été utilisé par le personnage de Hawkeye dans le film Avengers, ainsi que par Katniss Everdeen dans la saga Hunger Games.
Le Hoyt Gamemaster II a été utilisé par Hawkeye dans le film Avengers : L'Ère d'Ultron.
Le Hoyt/Spectra a été la principale arme silencieuse utilisée par Sylvester Stallone en tant que John Rambo dans Rambo 2 : La Mission et Rambo 3.